# James Augustus Rooth
Coronel James Augustus Rooth (13 de dezembro de 1868 - 25 de outubro de 1963) foi um coronel e médico britânico que foi membro do Royal Army Medical Corps, membro do Royal College of Surgeons, e cirurgião da casa na Radcliffe Infirmary, Oxford.

## Vida e carreira
Nascido em Londres, filho de John Wilcoxon Rooth, advogado (1835–1874), e Elizabeth Cody (1825–1917), filha de Henry Smith de Bristol. Ele nasceu em janeiro de 1869 e foi batizado em 20 de janeiro na Igreja de São Paulo, Camden Square.
Ele foi educado na Highgate School e University of Oxford. Ele era mais conhecido como o médico responsável pelo parto das futuras atrizes de vaudeville e cinema Violet e Daisy Hilton, gêmeas siameses nascidas em Brighton em 1908 e as primeiras a viver até a idade adulta. Ele forneceu um testemunho médico para o British Medical Journal em 1911.
Ele morreu em Hove, Sussex, em 1963.